# Hans-Jürgen Rose
Hans-Jürgen Rose (* 31. Oktober 1961 in Wolfen; † 8. Dezember 1997 in Dessau) war ein Mann, der an schwersten inneren Verletzungen starb, wenige Stunden nachdem er aus dem Polizeirevier Dessau-Roßlau in Sachsen-Anhalt entlassen worden war.

## Leben
Der Maschinenbauingenieur Hans-Jürgen Rose wurde in der Nacht des 6. auf den 7. Dezember 1997 von der Polizei aufgegriffen, weil er unter Alkoholeinfluss Auto gefahren war, und um 03:35 Uhr aus dem Polizeirevier Dessau entlassen. Am 7. Dezember 1997 wurde er am frühen Morgen um 05:06 Uhr schwer verletzt unweit des Polizeireviers in der Wolfgangstraße Nr. 15, vor dem Treppenaufgang des Hauses in hilfloser Lage aufgefunden. Er hatte schwerste innere Verletzungen, u. a. einen Lungenabriss und eine Lendenwirbelzerschmetterung. Er starb am nächsten Tag im Krankenhaus an den Folgen dieser Verletzungen. Im Krankenhaus brachte man seine Verletzungen zunächst mit einem Verkehrsunfall in Verbindung; am Auffindeort gab es aber keine Spuren eines Verkehrsunfalls.
Der Allgemeinmediziner Claus Metz, der Akten zu Rose gesichtet hatte, äußerte die Vermutung, Rose könne in einem hinteren Gebäudeteil des Dessauer Polizeireviers an eine Säule gefesselt und mit Stahlknüppeln gefoltert worden sein. Schon nach Aussagen von Rechtsmedizinern der Rechtsmedizin Halle, die Roses Leiche 1998 untersucht hatten, entsprach die Schwere von Roses Verletzungen dem, was „bei einem Sturz aus größerer Höhe zu erwarten gewesen wäre“. Vermutlich sei Rose an dem Auffindeort außerhalb des Polizeireviers, an dem er von einem Passanten aufgefunden wurde, platziert worden.
Die Ursache für Roses Tod ist bis heute offiziell ungeklärt. Ein Ermittlungsverfahren wurde am 17. Oktober 2002 eingestellt. Rund zehn Jahre später tauchte der Name Hans-Jürgen Rose eher zufällig im Prozess um den Tod von Oury Jalloh auf der gleichen Wache auf. Da ein Zusammenhang zwischen den Fällen möglich schien, wurde unter dem Druck der Öffentlichkeit durch die Staatsanwaltschaft im Februar 2013 das Verfahren von Amts wegen wieder aufgenommen und ohne weiterführende Erkenntnisse am 28. Februar 2014 erneut eingestellt.
Bekanntheit erlangte der Fall 2020, parallel zu dem Todesfall von Mario Bichtemann, im Zusammenhang mit den Ermittlungen im Fall von Oury Jalloh, der im selben Polizeirevier starb, aus dem Rose kurz vor seinem Tod entlassen worden war. Auch in diesem Fall war der Polizeibeamte Andreas S. Dienststellenleiter.
Das Ministeriums für Inneres und Sport des Landes Sachsen-Anhalt behauptete Anfang 2018, zu Roses Tod lägen keine polizeilichen Erkenntnisse mehr vor, weder in schriftlicher noch in digitaler Form. 
Der Sonderbericht zum ungeklärten Todesfall Jallohs (Stand August 2020) widerspricht dieser Darstellung. Die Akten zu dem Fall seien vollständig vorhanden.

### Anzeige 2024
Anfang 2024 erstattete Roses Familie Anzeige wegen Mordes gegen vier Polizeibeamte aus Dessau.
Im März 2024 erstattete die Initiative Recherche Zentrum beim Generalbundesanwalt ebenfalls Anzeige wegen Mordes.
Die Anzeigen erfolgten, nachdem neue Erkenntnisse vorliegen. Offenbar wurden Unterlagen zum Tathergang in der Nacht 1997 manipuliert. Das Logbuch der Polizeiwache, den sogenannten Lagefilm in dem eingehende Anrufe, Einsätze und Aufenthalte auf der Wache protokolliert werden, wurde demnach verändert. Der renommierte britische Schriftgutachter John Welch stellte in einem Gutachten fest: „Die Unkenntlichmachung einiger Einträge ist offensichtlich: Es gibt Hinweise auf andere Änderungen, die heimlich vorgenommen wurden.“ Insbesondere die Zeiten, die Rose betreffen, seien laut Welch wahrscheinlich nachträglich manipuliert worden.

## Weitere Vorfälle bei der Polizei in Dessau
Bei der Polizei in Dessau-Roßlau ist es wiederholt zu erheblichen Vorfällen auch in Verbindung mit Todesfällen gekommen. Ein Übersicht findet sich im Artikel Vorfälle bei der Polizei in Dessau-Roßlau nach 1990.